# تونس نيوز
تونس نيوز هو أرشيف للأحداث الإخبارية والوثائق المتعلقة بالأحداث السياسية في تونس.
اكتسبت تونس نيوز سمعة طيبة على مر السنين لأنها كانت وكالة أنباء حرة ومستقلة. وكان أبرز أعمالها إعداد تقارير يومية عن الأحداث التي تحدث في تونس بشأن التونسيين وشمال إفريقيا العرب والمسلمين بشكل عام.
وهي عبارة عن مجموعة من الرسائل الإخبارية اليومية المرسلة إلى المشتركين ويتم تصفحها عبر الإنترنت على الموقع الرسمي Tunisnews.net. ويتضمن معلومات عن أحزاب المعارضة التونسية والمنظمات في تونس وقائمة الأحداث والوثائق والمناقشات اليومية بين القراء وبعض نشطاء المعارضة. كان الموقع محظورًا داخل تونس أيم الرئيس الراحل زين العابدين بن علي.

## روابط خارجية
- الموقع الرسمي
- بلوق يعكس الموقع الأصلي
- 2007
- 2005
- 2006
- هيومن رايتس ووتش